# باستر آدامز
باستر آدامز (بالإنجليزية: Buster Adams)‏ هو لاعب كرة قاعدة أمريكي، ولد في 24 يونيو 1915 في ترينيداد في الولايات المتحدة، وتوفي في 1 سبتمبر 1990 في رانتشو ميراج في الولايات المتحدة.

## وصلات خارجية
- باستر آدامز على موقع دوري كرة القاعدة الرئيسي (الإنجليزية)
- باستر آدامز على موقعبيزبول رفرنس.كوم (الدوري الرئيسي) (الإنجليزية)
- باستر آدامز على موقعبيزبول رفرنس.كوم (الدوري الثانوي) (الإنجليزية)
- باستر آدامز على موقع مشجعي الرسوم البيانية (الإنجليزية)